# Liste der Biografien/Kf
Liste der Biografien |
Portal Biografien |
Personensuche
# |
A |
B |
C |
D |
E |
F |
G |
H |
I |
J |
K |
L |
M |
N |
O |
P |
Q |
R |
S |
T |
U |
V |
W |
X |
Y |
Z |
?
 
Ka |
Kb |
Kc |
Kd |
Ke |
Kf |
Kg |
Kh |
Ki |
Kj |
Kl |
Km |
Kn |
Ko |
Kp |
Kr |
Ks |
Kt |
Ku |
Kv |
Kw |
Ky |
Kx |
Kz
Die Liste der Biografien führt alle Personen auf, die in der deutschsprachigen Wikipedia einen Artikel haben. Dieses ist eine Teilliste mit 4 Einträgen von Personen, deren Namen mit den Buchstaben „Kf“ beginnt.

## Kf

### Kfe
- Kfeller von Sachsengrün, Johann Franz (1724–1799), böhmischer Geistlicher, infulierter Prälat von Krumau

### Kfi
- Kfir, Moti (* 1937), israelischer Mossaddirektor

### Kfo
- Kfoury, Basile (1794–1859), libanesischer Bischof von Alexandria
- Kfoury, Dionisio (1879–1965), syrischer Weihbischof in Antiochia